# Crotalaria pteropoda
Crotalaria pteropoda är en ärtväxtart som beskrevs av Isaac Bayley Balfour. Crotalaria pteropoda ingår i släktet sunnhampor, och familjen ärtväxter. Inga underarter finns listade i Catalogue of Life.